# Ludwik Günther II
Ludwig Günther II  (IV) (ur. 22 października 1708 w Rudolstadt, zm. 29 sierpnia 1790 tamże) – książę Schwarzburg-Rudolstadt. Jego władztwo było częścią Świętego Cesarstwa Rzymskiego Narodu Niemieckiego.
Był najmłodszym z czterech synów księcia Schwarzburg-Rudolstadt Ludwika Fryderyka I i jego żony księżnej Anny Zofii. Na tron wstąpił po śmierci bratanka księcia Jana Fryderyka 10 lipca 1767.
22 października 1733 w Greiz poślubił hrabiankę Reuss-Unter-Greiz Zofię Henriettę. Para miała czworo dzieci:
- księżniczkę Fryderykę Zofię (1734-1734)
- księżniczkę Krystynę Fryderykę (1735-1738)
- Fryderyka Karola (1736-1793), kolejnego księcia Schwarzburg-Rudolstadt.
- księcia Chrystiana Ernesta (1739-1739)